# Aérodrome de Kinmen
L'aérodrome de Kinmen (code IATA : KNH • code OACI : RCBS) est un aérodrome civil desservant le comté de Kinmen (île de Jinmen/Kinmen/Quemoy).
Il dispose d'une piste 06/24 de 3 000 m.

## Situation
| \| 20 km1:1 721 000 \| Taipei-Taoyuan Taipei Songshan Kaohsiung Taichung Tainan Hualien Chiayi Lutao Hengchun Kinmen Magong Beigan Nangan Lanyu · île des Orchidées Pingtung Tchimeï Taitung Wangan |
| 20 km1:1 721 000 |

## Statistiques
Pour des raisons techniques, il est temporairement impossible d'afficher le graphique qui aurait dû être présenté ici.

Voir la requête brute et les sources sur Wikidata.